# Брекинридж (окръг, Кентъки)
Окръг Брекинридж (на английски: Breckinridge County) е окръг в щата Кентъки, Съединени американски щати. Площта му е 1518 km², а населението - 18 648 души (2000). Административен център е град Хардинсбърг.